# Marjolein Eijsvogel
Marjolein Eijsvogel   (Haarlem, 16 de juny de 1961) és una jugadora d'hoquei sobre herba neerlandesa, ja retirada, que va competir durant la dècada de 1980.
El 1984 va prendre part en els Jocs Olímpics d'Estiu de Los Angeles, on guanyà la medalla d'or en la competició d'hoquei sobre herba. Quatre anys més tard, als Jocs de Seül, guanyà la medalla de bronze en la mateixa prova. En el seu palmarès també destaquen dues medalles d'or i una de plata a la Copa del món d'hoquei sobre herba, una d'or al Champions Trophy i dues d'or al Campionat d'Europa. Durant la seva carrera disputà 123 partits i marcà 56 gols amb la selecció neerlandesa. A nivell de clubs jugà a l'Amsterdamsche Hockey & Bandy Club, Rood-Wit, Zandvoort i Bloemendaal.